# Steinsdóttir
Steinsdóttir ist ein isländischer Name.

## Bedeutung
Der Name ist ein Patronym und bedeutet Tochter des Steinn. Die männliche Entsprechung ist Steinsson (Sohn des Steinn).

## Namensträgerinnen
- Kristín Steinsdóttir (* 1946), isländische Schriftstellerin und Übersetzerin
- Þórdís Eva Steinsdóttir (* 2000), isländische Leichtathletin